# Johanneskirchen Nord
Johanneskirchen Nord ist eine Siedlung im Münchner Stadtteil Johanneskirchen, die aus der Wohnanlage an der Freischützstraße und der Wohnanlage an der Preziosastraße besteht.

## Geschichte
Wohnanlage - Preziosastraße
Zwischen 1965 und 1968 wurde die Wohnanlage an der Freischützstraße mit etwa 1800 Wohneinheiten erbaut. Die Zeilen-, Scheiben- und Punkthäuser mit vier bis 19 Geschossen entstanden in konventioneller, Fertig- und Betonbauweise – überwiegend öffentlich gefördert. Drei Tiefgaragen bieten 683 Stellplätze. Darüber hinaus finden sich hier neben der Grundschule an der Regina-Ullmann-Straße auch eine Ladengruppe. Bauträger dieser Wohnanlage waren Südruanda, GWG und Münchner Grundbesitz.
Wohnanlage - Freischützstraße
Hier finden sich westlich der Freischützstraße 468 Wohneinheiten und ebenso viele Stellplätze in Gebäuden mit fünf bis neun Geschossen. Es handelt sich hierbei ausschließlich um Eigentumswohnungen. Bauträger war Bauhaus München.

## Architektur
Wohnanlage - Preziosastraße
Der Gesamtentwurf von 1965 stammt vom Architekten Gordon Ludwig. Einzelne Gebäude wurden von Ernst Barth und Ernst Hürlimann entworfen.
Wohnanlage - Freischützstraße
Die Wohnanlage an der Preziosastraße wurde von 1997 bis 2002 nach Entwürfen der Architekten Otto Steidle und Bernd Jungbauer und den Partnern Martin Klein und Hans Kohl errichtet. Das Farbkonzept stammt vom Künstler Erich Wiesner.

## Auszeichnungen und Preise
- 1969: Ehrenpreis für Wohnungsbau für Ernst Barth für das Haus Preziosastraße 18–26[1]
- 2001: Ausstellung "Zukunft findet Stadt - Wohnen in München